# Stipularia africana
Stipularia africana är en måreväxtart som beskrevs av Ambroise Marie François Joseph Palisot de Beauvois. Stipularia africana ingår i släktet Stipularia och familjen måreväxter. Inga underarter finns listade i Catalogue of Life.